# Triangolo equilatero

Triangolo equilatero

Nella geometria euclidea, un triangolo equilatero è un triangolo avente i suoi tre lati congruenti tra loro. Si dimostra che i suoi angoli sono tutti congruenti e pari a 60° = {\displaystyle {\frac {\pi }{3}}}rad. Poiché è sia equilatero sia equiangolo è il poligono regolare con tre lati.
I triangoli equilateri sono particolari triangoli isosceli. Tutti i triangoli equilateri sono simili tra di loro: per caratterizzare metricamente un triangolo equilatero, ovvero per caratterizzare la classe dei triangoli equilateri nel piano ottenibili gli uni dagli altri mediante traslazioni e rotazioni, serve e basta un parametro estensivo; tipicamente si usa la lunghezza dei suoi lati. 
Nei triangoli equilateri, le bisettrici, le mediane, le altezze e gli assi si sovrappongono cosicché lo stesso punto rappresenta l'ortocentro, il baricentro, l'incentro e il circocentro. 
Il gruppo delle simmetrie del triangolo equilatero è costituito dall'identità, dalle rotazioni intorno al suo centro di 120° e di 240° e dalle riflessioni rispetto alle bisettrici degli angoli. Tale gruppo è isomorfo al gruppo simmetrico di 3 oggetti S3.

## Costruzione

Costruzione del triangolo equilatero con riga e compasso

Come mostra Euclide in Elementi I, 1 (è la prima proposizione di tutta l'opera), il triangolo equilatero dato il lato AB si può costruire con riga e compasso in questo modo:
- Si punta il compasso in A con apertura AB e si traccia una circonferenza;
- Si punta il compasso in B con apertura BA e si traccia una circonferenza;
- Il punto d'incontro delle circonferenze C è il terzo punto cercato;
- Unendo A, B e C si ottiene un triangolo equilatero.

La dimostrazione è semplice: essendo, per definizione, tutti i punti della circonferenza equidistanti dal centro, il segmento AB è congruente ad AC, e AB è congruente a BC. Ma allora per la proprietà transitiva della congruenza, AB = AC = BC e il triangolo è equilatero.

## Formule
Indicando con {\displaystyle l} il lato del triangolo, con {\displaystyle P} il perimetro, con {\displaystyle A} l'area, con {\displaystyle b} la base e con {\displaystyle h} l'altezza si ha:

### Perimetro
{\displaystyle P=l\cdot 3}
{\displaystyle l={\frac {P}{3}}}

### Area
{\displaystyle A={\frac {b\cdot h}{2}}={\frac {l^{2}}{4}}\cdot {\sqrt {3}}}
{\displaystyle h={\frac {A\cdot 2}{b}}}
{\displaystyle b={\frac {A\cdot 2}{h}}}
Altezza
{\displaystyle h=l\cdot {\frac {\sqrt {3}}{2}}}

### Applicazioni del teorema di Pitagora
{\displaystyle h={\sqrt {l^{2}-\left({\frac {l}{2}}\right)^{2}}}={\sqrt {l^{2}-{\frac {l^{2}}{4}}}}={\sqrt {\frac {4l^{2}-l^{2}}{4}}}={\sqrt {\frac {3l^{2}}{4}}}={\frac {{\sqrt {l^{2}}}\cdot {\sqrt {3}}}{\sqrt {4}}}={\frac {{l}\cdot {\sqrt {3}}}{2}}={\frac {l}{2}}{\sqrt {3}}}
{\displaystyle l={\frac {2h}{\sqrt {3}}}}

### Circonferenza inscritta e circoscritta
Il centro geometrico del triangolo è il centro delle circonferenze inscritta e circoscritta al triangolo equilatero
Il raggio della circonferenza circoscritta è {\displaystyle R={\frac {\sqrt {3}}{3}}l}
da cui {\displaystyle l=R{\sqrt {3}}}
Il raggio della circonferenza inscritta è {\displaystyle r={\frac {\sqrt {3}}{6}}l}
da cui {\displaystyle R=2\cdot r}
L'area, noto R, è {\displaystyle A={\frac {3\cdot R^{2}}{4}}\cdot {\sqrt {3}}}